# Мишковицька сільська рада
Мишковицька сільська́ ра́да — адміністративно-територіальна одиниця та орган місцевого самоврядування в Тернопільському районі Тернопільської області. Адміністративний центр — село Мишковичі.

## Загальні відомості
Мишковицька сільська рада утворена в 1939 році.
- Територія ради: 17,72 км²
- Населення ради: 2 071 особа (станом на 2001 рік)

## Географія
Мишковицька сільська рада межує з:
- на заході з Великолуцькою сільською радою
- на півдні з Миролюбівською сільською радою

Територією ради протікає річка Серет.

## Населені пункти
Сільській раді підпорядковані населені пункти:
- с. Мишковичі

## Населення
Згідно з переписом УРСР 1989 року чисельність наявного населення сільської ради становила 1993 особи, з яких 917 чоловіків та 1076 жінок.
За переписом населення України 2001 року в сільській раді мешкало 2066 осіб.

### Мова
Розподіл населення за рідною мовою за даними перепису 2001 року:
| Мова       | Відсоток |
| ---------- | -------- |
| українська | 99,76 %  |
| російська  | 0,14 %   |
| болгарська | 0,05 %   |

## Склад ради
Рада складається з 20 депутатів та голови.

### Члени виконкому
- Фарина Борис Богданович — сільський голова
- Фарина Оксана Богданівна — секретар
- Чернець Андрій Ігорович — директор Мишковицької ЗОШ І-ІІІ ступеня
- Кузьмак Наталія Юріївна — завідувачка дитячого садка
- Марценюк Петро Йосипович —головний лікар Мишковицької дільничної лікарні
- Букало Василь Миколайович —директор ТОВ «Тернопількомбікорм»
- Плаксива Надія Степанівна —працівниця Мишковицького спиртзаводу
- Лось Зеновій Олексійович —директор Будинку культури
- Гах Мирон Олексійович — священик УАПЦ
- Півторак Ярослав — священик УГКЦ
- Жук Віра Адамівна — сімейний лікар
- Хомко Володимир Михайлович — підприємець

### Керівний склад попередніх скликань
| Прізвище, ім'я, по батькові | Основні відомості                                                                                  | Дата обрання | Дата звільнення |
| --------------------------- | -------------------------------------------------------------------------------------------------- | ------------ | --------------- |
| Сцібайло Андрій Ігорович    | Сільський голова, 1970 року народження, безпартійний                                               | 26.03.2006   | 31.10.2010      |
| Фарина Борис Богданович     | Сільський голова, 1959 року народження, освіта вища, член Всеукраїнського об'єднання «Батьківщина» | 31.10.2010   |                 |

Примітка: таблиця складена за даними сайту Верховної Ради України

### Депутати
За результатами місцевих виборів 2010 року депутатами ради стали:

#### За суб'єктами висування
| Суб'єкт висування                                   | Кількість обраних депутатів | %  |
| --------------------------------------------------- | --------------------------- | -- |
| Самовисування                                       | 19                          | 95 |
| Політична партія Всеукраїнське об'єднання «Свобода» | 1                           | 5  |

#### За округами
| № округу                                            | Прізвище, ім'я, по батькові     | Дата визнання обраним | Освіта             | Партійна приналежність                    | Відомості про обраного депутата                              |
| --------------------------------------------------- | ------------------------------- | --------------------- | ------------------ | ----------------------------------------- | ------------------------------------------------------------ |
| Політична партія Всеукраїнське об'єднання «Свобода» |                                 |                       |                    |                                           |                                                              |
| 4                                                   | Залузець Володимир Михайлович   | 31.10.2010            | незакінчена вища   | член Всеукраїнського об'єднання «Свобода» | ТНЕУ, студент                                                |
| Самовисування                                       |                                 |                       |                    |                                           |                                                              |
| 1                                                   | Фарина Оксана Богданівна        | 31.10.2010            | вища               | позапартійна                              | Мишковицька сільська рада, секретар                          |
| 2                                                   | Дзюбак Святослав Богданович     | 31.10.2010            | незакінчена вища   | позапартійний                             | тимчасово не працює                                          |
| 3                                                   | Шевченко Андрій Миколайович     | 26.02.2014            | середня            | позапартійний                             | тимчасово не працює                                          |
| 5                                                   | Максимова Марія Миколаївна      | 31.10.2010            | вища               | позапартійна                              | ТЗОВ «Тернопіль-комбікорм», бухгалтер                        |
| 6                                                   | Боднарчук Тарас Йосипович       | 31.10.2010            | незакінчена вища   | позапартійний                             | тимчасово не працює                                          |
| 7                                                   | Бичковська Галина Зіновіївна    | 31.10.2010            | вища               | позапартійна                              | Мишковицька загальноосвітня школа І-ІІІ ст., психолог        |
| 8                                                   | Юзьків Роман Євгенович          | 31.10.2010            | середня спеціальна | позапартійний                             | ДП «Мишковицький спиртзавод», слюсар                         |
| 9                                                   | Слободян Василь Володимирович   | 31.10.2010            | вища               | позапартійний                             | Тернопіль авто, водій                                        |
| 10                                                  | Комар Андрій Богданович         | 31.10.2010            | незакінчена вища   | позапартійний                             | Тернопільський комерційний інституту, студент                |
| 11                                                  | Пастух Олег Романович           | 31.10.2010            | вища               | позапартійний                             | ДП «Мишковицький спиртзавод», начальник відділу праці по з/п |
| 12                                                  | Квасічинська Тетяна Миколаївна  | 31.10.2010            | вища               | позапартійна                              | Мишковицька сільська рада, головний бухгалтер                |
| 13                                                  | Хмілевська Оксана Богданівна    | 31.10.2010            | вища               | позапартійна                              | Микулинецьке АТП, бухгалтер                                  |
| 14                                                  | Фарина Зіновій Степанович       | 31.10.2010            | середня спеціальна | позапартійний                             | пенсіонер                                                    |
| 15                                                  | Лоза Ярослав Володимирович      | 31.10.2010            | вища               | позапартійний                             | Ватра техносервіс, начальник виробництва                     |
| 16                                                  | Лучиків Світлана Тарасівна      | 31.10.2010            | вища               | позапартійна                              | приватний підприємець                                        |
| 17                                                  | Хомко Оксана Мар'янівна         | 31.10.2010            | вища               | позапартійна                              | приватний підприємець                                        |
| 18                                                  | Підгородецький Олег Миколайович | 31.10.2010            | середня спеціальна | позапартійний                             | тимчасово не працює                                          |
| 19                                                  | Лось Василь Григорович          | 31.10.2010            | середня спеціальна | позапартійний                             | Тернопіль теплокомуненерго, оператор                         |
| 20                                                  | Міль Олег Михайлович            | 31.10.2010            | вища               | позапартійний                             | Санаторій «Медобори» с. Конопківка, зубний лікар             |